# 正燈寺
正燈寺（しょうとうじ）は、東京都台東区竜泉一丁目にある臨済宗妙心寺派の寺院。山号は東陽山。

## 歴史
→創建1630年
開基は新発田藩藩主：溝口宣直と杵築藩藩主：松平英親の二名。　
開山は愚堂東寔（大円宝鑑国師）。
承応3年（1654年）至道無難　正燈寺にて得度。

## 江戸時代の主な檀家
杵築藩　
新発田藩　
相馬中村藩　
豊後高田藩　
御典医桂川家　

## 交通アクセス

### 鉄道
- 東京メトロ日比谷線 入谷駅:3番・4番出口から徒歩7分 三ノ輪駅：1b・2番出口から徒歩7分
- JR東日本 鶯谷駅 より徒歩15分
- 都電荒川線 三ノ輪橋停留場 より徒歩15分

### 路線バス
- 都営バス（都08路線） 「下谷警察署前」下車 徒歩3分
- 都営バス（草43・草63・都08路線） 「竜泉」下車 徒歩5分

### 車
- 首都高速道路1号上野線 入谷出入口から1km
- 首都高速道路6号向島線 堤通出入口から3km